# حرب ترينه-نغوين

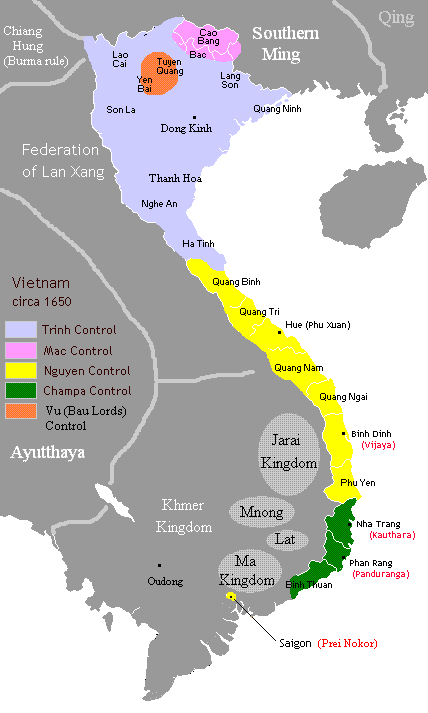
خريطة فيتنام تبين (بشكل تقريبي) المناطق التي سيطرت عليها أسر ترينه ونغوين وماك وتشامبا في عام 1640 تقريبًا

حرب ترينه-نغوين الأهلية (بالفيتنامية: Trịnh-Nguyễn phân tranh). حرب أهلية طويلة نشبت في القرن السابع عشر بين العائلتين الحاكمتين في فيتنام، أسياد ترينه حكام تونكين وأسياد نغوين المتمركزين في وسط فيتنام الحالية. أسفرت الحروب عن جمود طويل الأمد ومرور فترة قرن من السلام قبل أن تُستأنف الصراعات في عام 1774 ما أدى إلى بروز أسرة تاي سون.

## الأصول
تنحدر كلا عائلتي ترينه ونغوين من معاوني الإمبراطور البطل لي لوي الذي حرر داي فييت من حكم سلالة مينغ الحاكمة الصينية وابتدأ عهد أسرة لي الحاكمة في 1428. وبحلول عام 1520 كانت سلسلة متعاقبة من الأباطرة الضعفاء قد أدخلت البلاد في حالة من الحرب الأهلية (الحرب الأهلية لأسرة لي). على مدى السنوات العشرين التالية حاربت عشائر ترينه ونغوين كحلفاء ضد المغتصب ماك دانغ دونغ لإعادة داي فييت إلى إمبراطورية لي. عند عودة سلالة لي في 1533، اضطرت أسرة ماك إلى التراجع إلى كاو بانغ. زوّج نغوين كيم –والد أسياد نغوين الأوائل– ابنته لمرؤوسه ترينه كيم أول أسياد ترينه. وهكذا فإن أسياد ترينه وأسياد نغوين مرتبطون بالدم.

## التقسيم
يُعتبر نغوين كيم المحرك الرئيسي في فترة 1525 فما بعد. تزوجت ابنته من زعيم أسرة ترينه، ترينه كيم. وفي حوالي العام 1530، أُرسِل المتمردون الملكيون من أسرة لي قسرًا إلى المنفى في لان زانج (لاوس حاليًا)، لكنهم جمعوا جيشًا جديدًا واستولوا على بعض المقاطعات الجنوبية من داي فييت. وفي عام 1545، اغتيل نغوين كيم ثم ابنه الأكبر نغوين يونغ وتولى زوج ابنته ترينه كيم قيادة الجيش الملكي بعد ذلك. بعد 13 عامًا (في عام 1558)، منح ترينه كيم سلطة حكم أقصى جنوب مقاطعة كوانغ نام إلى نغوين هوانغ، الابن الثاني لنغوين كيم وشقيق زوجته. ومن المحتمل أن تكون الأسباب المشبوهة لوفاة والده وشقيقه واستيلاء نسيبه على السلطة القانونية قد أثارت سخطًا مريرًا لدى نغوين هوانغ وقادت إلى التناحر فيما بعد بين الأسرتين. على مدى السنوات الخمسة والخمسين التالية، حكم نغوين هوانغ مقاطعة كوانغ نام، وأثبت تدريجيًا سيطرته على المقاطعة وبسط نفوذه جنوبًا على أراضي تشامبا المتبقية. أرسل قوات عسكرية بصورة دورية إلى الشمال لمساعدة أسرة ترينه في معركتهم الطويلة ضد أسرة ماك. في 1570 توفي ترينه كيم وخلفه ابنه الثاني ترينه تونغ، وهو قائد مغوار استولى على مدينة هانوي من أسرة ماك عام 1572. بيد أن الإمبراطور ماك ماو هوب استعاد المدينة في العام التالي. وبعد مرور 20 سنة، استولى ترينه تونغ مرة أخرى على هانوي وأعدم ماك ماو هوب عام 1592.
في عام 1593 ، ذهب نغوين هوانغ شخصيًا إلى البلاط، وجلب المال وجيشًا للمساعدة في تدمير جيوش ماك المتبقية. وبمجرد هزيمة ماك، تقلد نغوين هوانغ منصب الصدر الأعظم للسنوات السبعة التالية. بيد أن ابن أخيه ترينه تونغ بات متخوفًا بشكل متزايد من تأثير نغوين هوانغ في البلاط وحاول وضعه تحت المراقبة عبر جعله على مقربة منه بشكل دائم. تبنى نغوين هوانغ أهم جنرالين لدى ترينه تونغ كأبناء أخيه وحرضهم على التمرد ضد قائدهم. عندما اقتحم المتمردون البلاط، هرب ترينه تونغ مع الإمبراطور بينما توجه هوانغ إلى المقاطعات الجنوبية إلى غير رجعة. في عام 1600 قطع حاكم نغوين القديم علاقاته مع بلاط ترينه وأطلق على نفسه لقب فونغ (مصطلح يعني الأمير أو الملك). توفي هوانغ في عام 1613. وواصل زعيم نغوين الجديد، نغوين فوك نغوين، سياسة التحدي التي انتهجها والده، لكنه بادر أيضًا إلى إقامة علاقات ودية مع الأوروبيين المبحرين إلى المنطقة. أُنشِئ مركز تجاري أجنبي في هوي أن. بحلول عام 1615 كان شعب نغوين ينتجون مدافعهم البرونزية الخاصة بمساعدة من المهندسين البرتغاليين.

## الحملة الأولى
في عام 1620، رفض نغوين فوك نغوين رسميًا إرسال الضرائب إلى البلاط في هانوي. وقُدم أمر رسمي إلى نغوين بالخضوع لسلطة البلاط، ورُفض ذلك رسميًا. في عام 1623 توفي ترينه تونغ وخلفه ابنه ترينه ترانغ. أصدر ترينه ترانغ أمرًا رسميًا بالخضوع، ومرة أخرى رفض نغوين فوك نغوين. وأخيرًا في 1627 اندلعت حرب معلنة بين أسرتي ترينه ونغوين. ولمدة أربعة أشهر حارب جيش ترينه الضخم ضد جيش نغوين، لكنه لم يتمكن من هزيمتهم. وكانت نتيجة هذه الحرب أن تم تقسيم فيتنام فعليًا إلى مناطق شمالية وجنوبية، حيث سيطرت ترينه على معظم الشمال وسيطرت نغوين على معظم الجنوب؛ وكان خط التقسيم نهر سانغ في مقاطعة كوانغ بنه. وكانت هذه الحدود قريبة للغاية من خط عرض 17° شمال (فعليًا نهر بن هاي يقع مباشرة جنوب مقاطعة كوانغ تشي) الذي فُرض باعتباره الحدود بين فيتنام الشمالية وفيتنام الجنوبية أثناء تقسيم فيتنام (1954-75).
نتيجة أن أسرة ترينه كانت تحكم إقليمًا أكثر اكتظاظًا بالسكان، امتلكت أسرة نغوين أفضليات عدة. أولاً، كَانوا في موقع الدفاع. ثانيًا، تمكن شعب نغوين من الاستفادة من اتصالاتهم مع الأوروبيين، وعلى وجه التحديد البرتغاليين، لشراء أسلحة أوروبية متقدمة واستئجار خبراء عسكريين أوروبيين في التحصينات. ثالثًا، كانت جغرافيا المكان مواتية لهم، حيث كانت الأرض المنبسطة المناسبة للجيوش المنظمة الضخمة ضيقة للغاية في هذه المنطقة من فيتنام؛ والجبال تكاد تبلغ البحر.
بعد الهجوم الأول، بنى شعب نغوين خطين محصنين هائلين امتدا بضعة أميال من البحر حتى التلال. بُنيت الجدران شمال مدينة هوي بالقرب من مدينة دونج هوي. دافع شعب نغوين عن هذه الخطوط ضد العديد من هجمات ترينه التي استمرت حتى عام 1672. يُحكى أن المهندس العسكري العظيم وراء التصميم الناجح لجدران نغوين كان جنرالًا فيتناميًا وظفه شعب نغوين بعيدًا عن بلاط ترينه. وبهدف مواجهة الأسوار، حشد ترينه جيشًا قوامه مئة ألف رجل، و500 فيل، و500 سفينة ضخمة (دوبوي «موسوعة التاريخ العسكري» صفحة 596). لم تنجح الهجمات الأولية على جدار نغوين. واستمرت الهجمات لعدة سنوات.

## حملات لاحقة
في عام 1633 حاول الترينيون شن هجوم برمائي على شعب نغوين ليلتفوا حول الجدار. هُزم أسطول ترينه في معركة يات-لي. نحو عام 1635 تأثر الترينيون بشعب نغوين وطلبوا المعونة العسكرية من الأوروبيين. استأجر ترينه ترانغ الهولنديين لصنع المدافع والسفن للجيش الملكي. في 1642-43 هاجم الجيش التريني جدران نغوين. وبمساعدة المدافع الهولندية، اخترق الجيش التريني الجدار الأول ولكنه فشل في اختراق الجدار الثاني. في البحر، دُمرت سفن ترينه مع سفنهم الهولندية كيفيت، وناختيخالز، وفوكيندي بوك وهُزموا هزيمة نكراء من قبل أسطول نغوين بقوادسهم الصينية. مع ذلك، شنَّ ترينه ترانغ هجومًا آخر عام 1648 في معركة ترونغ دوك، وقد سُحِق الجيش الملكي على يد جيش نغوين. توفي ملك لي الجديد في تلك الفترة، ربما نتيجةً للهزيمة. وقد ترك هذا الأمر الباب مفتوحًا أمام النغوين لينتقلوا أخيرًا إلى الهجوم.